# Makemo
Makemo è un atollo appartenente all'arcipelago delle Isole Tuamotu nella Polinesia francese.

## Geografia
L'atollo di Makemo misura 70 km di lunghezza con una larghezza media di 5–8 km. È il quarto atollo delle Isole Tuamotu in termini di superficie della laguna, che si estende su oltre 600 km². Nonostante le sue dimensioni, la laguna presenta solo due canali navigabili che la collegano all'oceano Pacifico
L'atollo possiede 914 abitanti, ed il villaggio principale è Pouheva, con una popolazione di circa 300 abitanti.

## Storia
Makemo è la patria del leggendario eroe polinesiano Moeava.
Il primo europeo ad arrivare in questo atollo fu il commerciante inglese di perle John Buyers,  comandante del Brigantino Margaret, il 10 marzo 1803. Chiamò l'atollo con il nome di "Phillips Island", in onore di uno sceriffo di Londra, Sir Richard Phillips. In alcune mappe Makemo appare con il nome di Kutusov.
L'aeroporto venne inaugurato nel 1976.